# Ray Harroun
Ray Harroun (12 de enero de 1879 - 19 de enero de 1968) fue un ingeniero, inventor y piloto de carreras automovilístico estadounidense, constructor de algunos de los primeros monoplazas de competición. Es conocido por haber sido el primer ganador de las 500 Millas de Indianápolis en su edición inaugural de 1911.

## Semblanza
Harroun nació en 1879 en Spartansburg, una pequeña localidad ubicada en el condado de Crawford, en el estado estadounidense de Pensilvania. Era el hijo menor de Lucy A. Halliday y de Russell LaFayette Harroun, que trabajaba de carpintero.
Participó en el establecimiento original del récord de velocidad en tierra conduciendo de Chicago a Nueva York en 1903, y en la recuperación de ese récord en 1904. Harroun y otros cuatro pilotos condujeron en turnos sin parar para establecer una marca de 76 horas a finales de septiembre de 1903. Ese tiempo fue superado por otro equipo casi un año después, y en octubre de 1904, el equipo de Columbia volvió a establecer un nuevo récord, rebajándolo a 58 horas y 35 minutos. Ese récord se mantuvo durante casi dos años, período en el que lo intentaron batir otros pilotos como Bert Holcomb, Lawrence Duffie (Demostrador del Departamento de Gasolina de la Electric Vehicle Company, que fabricaba los automóviles Columbia) y Harry Sandol. En 1903, el quinto piloto fue David R. Adams; y en 1904 fue Eddie Bald.

### Historial en las carreras
Era apodado el "Pequeño Profesor" por su trabajo pionero con Howard Marmon en el Marmon Wasp, un diseño revolucionario que se convirtió el primer automóvil de carreras monoplaza de ruedas descubiertas. También se hizo muy popular por haber ganado la primera edición de las 500 Millas de Indianápolis el 30 de mayo de 1911. Se sabe que participó al menos en 60 carreras autorizadas por la AAA entre los años 1905 y 1911 (las estadísticas sobre algunas de las carreras más cortas documentan solo los tres primeros clasificados, por lo que es posible que no se conozcan algunas carreras en las que no alcanzase el podio). De 1909 a 1911, Harroun pilotó principalmente para el equipo del fabricante de automóviles con sede en Indianápolis, Marmon. Sin embargo, al menos en el resultado de una carrera de 1909 aparece conduciendo un Buick. Además, las estadísticas desde 1905 hasta 1908 lo muestran conduciendo automóviles descritos como "Harroun Custom" y "Harroun Sneezer".

### Victorias

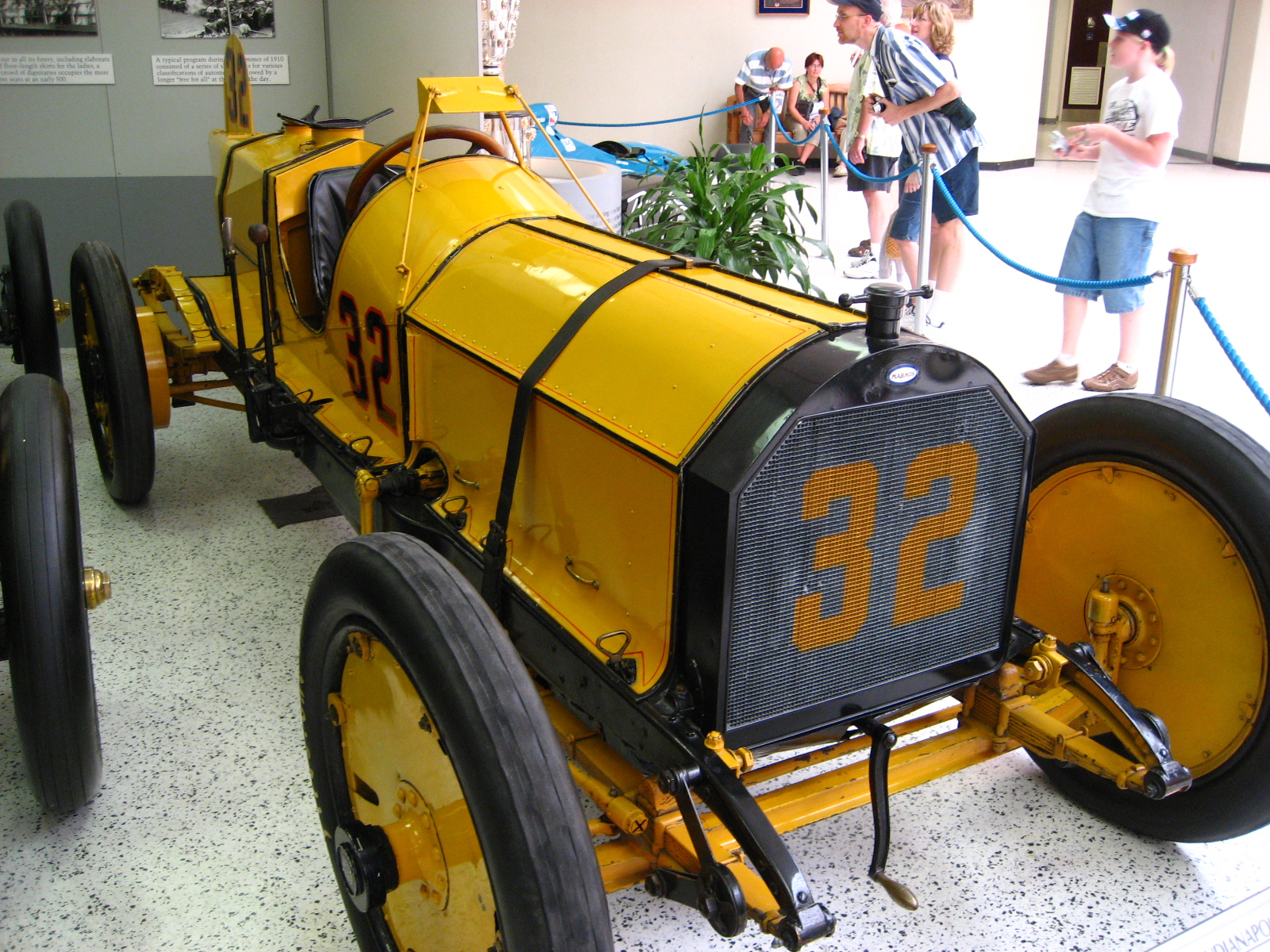
Marmon "Wasp" original de Harroun exhibido en el Museo del Cicuito de Indianápolis

Las victorias en las carreras de Harroun incluyen: una carrera de 100 millas en 1910 en el Motordrome de Atlanta; el Wheeler-Schebler Trophy Race de 200 millas de 1910 (en el Circuito de Indianápolis); el Remy Grand Brassard Race de 50 millas de mayo de 1910 (también en Indianápolis); tres carreras en Churchill Downs (sede del Derby de Kentucky); tres carreras en el Latonia Race Track original; y otras carreras disputadas en Nueva Orleans, Los Ángeles, Long Island y Memphis. Su resultado más conocido es su victoria en 1911 en la primera edición de las 500 Millas de Indianápolis al volante de un Marmon Wasp.
Harroun ganó un total de 8 carreras en el circuito de Indianápolis, la segunda mayor cantidad de cualquier piloto en los 100 años de historia de la pista (el único piloto con más victorias en diversas pruebas en el Circuito de Indianápolis es Johnny Aitken, con 15 victorias entre 1909 y 1916).

### Designación de campeón retroactiva
Durante los años de Harroun en la competición, la AAA designaba algunas carreras cada año como eventos de "campeonato". Sin embargo, no hubo un campeonato real de una temporada de duración, y no se otorgaban puntos. Sin embargo, en 1927 se asignaron puntos retroactivamente y se designaron campeones para esos años, momento en el que Harroun fue proclamado campeón de la temporada de 1910.

### Primera edición de las 500 Millas de Indianápolis
En las primeras 500 Millas de Indianápolis, disputadas en 1911, su uso de lo que ahora se llamaría un espejo retrovisor, en lugar de la mecánica de conducción especificada en las reglas, generó controversia, pero finalmente se le permitió. Harroun ganó a una velocidad promedio de 74,602 millas por hora (120,1 km/h). El piloto, que había interrumpido su retiro para competir en la prueba, no volvió a correr después de 1911. El histórico monoplaza Marmon "Wasp" amarillo con neumáticos Firestone #32 en el que ganó la carrera se exhibe en el museo del circuito.
La carrera del 50 aniversario en 1961 fue ganada por A. J. Foyt, y tanto Harroun como Foyt aparecieron juntos en el programa de televisión I've Got a Secret para hablar de sus respectivas victorias en Indianápolis.

### Carrera posterior
Después de retirarse de las carreras, Harroun continuó con el trabajo de ingeniería para Marmon y más tarde para el equipo de carreras Maxwell.
En 1916 fundó su propia empresa de automóviles en Wayne (Míchigan), llamada Harroun Motor Car Company. La empresa fracasó después de la Primera Guerra Mundial, y hoy una calle en Wayne lleva su nombre.
En 1927 se incorporó a Lincoln Products, una compañía de Chicago dedicada a la fabricación de amortiguadores.
Continuó trabajando en la industria automotriz hasta su jubilación a los 79 años. Murió en 1968.

## Resultados de las 500 Millas de Indianápolis
| Año     | Coche   | Salida  | Calific | Clasif  | Final   | Vueltas | Líder | Retirado   |
| ------- | ------- | ------- | ------- | ------- | ------- | ------- | ----- | ---------- |
| 1911    | 32      | 28      | —       | —       | 1       | 200     | 88    | En carrera |
| Totales | Totales | Totales | Totales | Totales | Totales | 200     | 88    |            |

| Salidas      | 1 |
| Poles        | 0 |
| Primera fila | 0 |
| Victorias    | 1 |
| Top 5        | 1 |
| Top 10       | 1 |
| Retirado     | 0 |

## Reconocimientos
- Fue incluido en el Salón de la Fama del Indianapolis Motor Speedway en 1952 y en el Salón de la Fama del Automovilismo de América[4] en 2000.